# Keszthely
Keszthely  este un oraș în districtul Keszthely, județul Zala, Ungaria, având o populație de 20.126 de locuitori (2011). 

## Demografie
Componența etnică a orașului Keszthely
     Maghiari (95,28%)
     Germani (2,34%)
     Necunoscut (0,91%)
     Alții (1,47%)
Componența confesională a orașului Keszthely
     Romano-catolici (55,87%)
     Fără religie (10,61%)
     Reformați (3,28%)
     Luterani (1,64%)
     Atei (1,22%)
     Necunoscută (27,04%)
     Alte religii (1,51%)
Conform recensământului din 2011, orașul Keszthely avea 20.126 de locuitori. Din punct de vedere etnic, majoritatea locuitorilor (95,28%) erau maghiari, cu o minoritate de germani (2,34%). Apartenența etnică nu este cunoscută în cazul a 0,91% din locuitori.  Din punct de vedere confesional, majoritatea locuitorilor (55,87%) erau romano-catolici, existând și minorități de persoane fără religie (10,61%), reformați (3,28%), luterani (1,64%) și atei (1,22%). Pentru 27,04% din locuitori nu este cunoscută apartenența confesională.